# راه نو (نشریه)
راه نو نام هفته‌نامه‌ای بود که به صاحب امتیازی و مدیریت مسوول اکبر گنجی به تعداد ۲۱ شماره از ۱۵ اردیبهشت ۱۳۷۷ تا ۲۱ شهریور ۱۳۷۷ منتشر شد. این هفته‌نامه مباحثی در زمینه اندیشه سیاسی ایران را تعقیب می‌کرد و به چاپ گفتگوهایی با شخصیت‌های سیاسی ایران که اغلب از شمار اصلاح‌طلبان بودند، می‌پرداخت. راه نو توقیف نشد ولی با انتشار روزنامهٔ صبح امروز و تمرکز فعالیت گنجی در این روزنامه، انتشار آن متوقف گردید.